# Smicridea karukerae
Smicridea karukerae är en nattsländeart som beskrevs av Lazar Botosaneanu 1994. Smicridea karukerae ingår i släktet Smicridea och familjen ryssjenattsländor. Inga underarter finns listade i Catalogue of Life.